# Engelbert Lap
Engelbert Lap (* 19. Oktober 1886 in Graz; † 4. April 1970 in Innsbruck) war ein österreichischer Maler und Grafiker.

## Leben
Lap besuchte eine Militärschule und später die Theresianische Militärakademie. Ab 1907 diente er bei den Tiroler Kaiserjägern und kämpfte im Ersten Weltkrieg in Galizien und den Dolomiten. Er diente bis 1923 in der österreichischen Armee, sein letzter Dienstgrad war Oberst.
Nach dem Militärdienst widmete er sich ganz der Kunst. Zunächst schuf er Bilder in Wasserfarbtechnik, bevor er sich dem Holzschnitt zuwandte. Seine Motive zeigen hauptsächlich Tiroler Alpenpanoramen unter Verwendung starker Farbperspektive. Für seine Drucke orientierte er sich an japanischen Vorbildern und verwendete er bis zu 10 Druckstöcke und 16 Farben. Neben Ausstellungen seiner Arbeiten, fanden seine Drucke auch als Buchillustrationen Verwendung. 1930 war er mit Arbeiten an der Ausstellung Modern Austrian Woodcuts & Color Prints in den Brooklyn Museum Print Galleries beteiligt.
Holzschnitte des Künstlers sind auch heute noch häufig auf Auktionen und im Kunsthandel anzutreffen.

## Werke/Veröffentlichungen
- Michael Wagner; Engelbert Lap (Illustration): Der Berg der Sünde – Erzählung aus dem Firnenland. Veduka Verlag, Villingen, 1922
- Bergland, Jahrgang 1925 Band 7, Heft 4
- Bergland, Jahrgang 1938 Heft 11 (farbiges Titelbild)
- Die Kaserstattalm im Stubaital, 1960, Farbholzschnitt, 192 × 233 mm; Tiroler Landesmuseum Ferdinandeum, Inv. Nr. L 198

## Ausstellungen
- 1925/26: Tiroler Künstler,  Wanderausstellung durch deutsche Städte, unter anderen Gelsenkirchen, Düsseldorf, München und Hamburg
- 1927:  Repräsentative Tiroler Kunstausstellung, Wiener Secession, Wien
- 1930: Exhibition of Woodcuts and Color Prints, Brooklyn Museum,[3]